# Melanerpes radiolatus
El carpintero jamaicano (Melanerpes radiolatus) es una especie de ave piciforme de la familia Picidae endémica de Jamaica. Habita en bosques húmedos de tierras bajas y zonas degradadas.

## Descripción
Mide unos 25-28 cm de longitud. La parte superior de la cabeza y la nuca son de color rojo brillante, mientras que el resto de la cabeza es de color blanco. El pecho y el abdomen son de color marrón amarillento, con un parche de color naranja en el centro de la parte baja del abdomen. La cola es de color negro. El rojo en la cabeza de la hembra cubre sólo una porción de la corona.